# Історична реконструкція

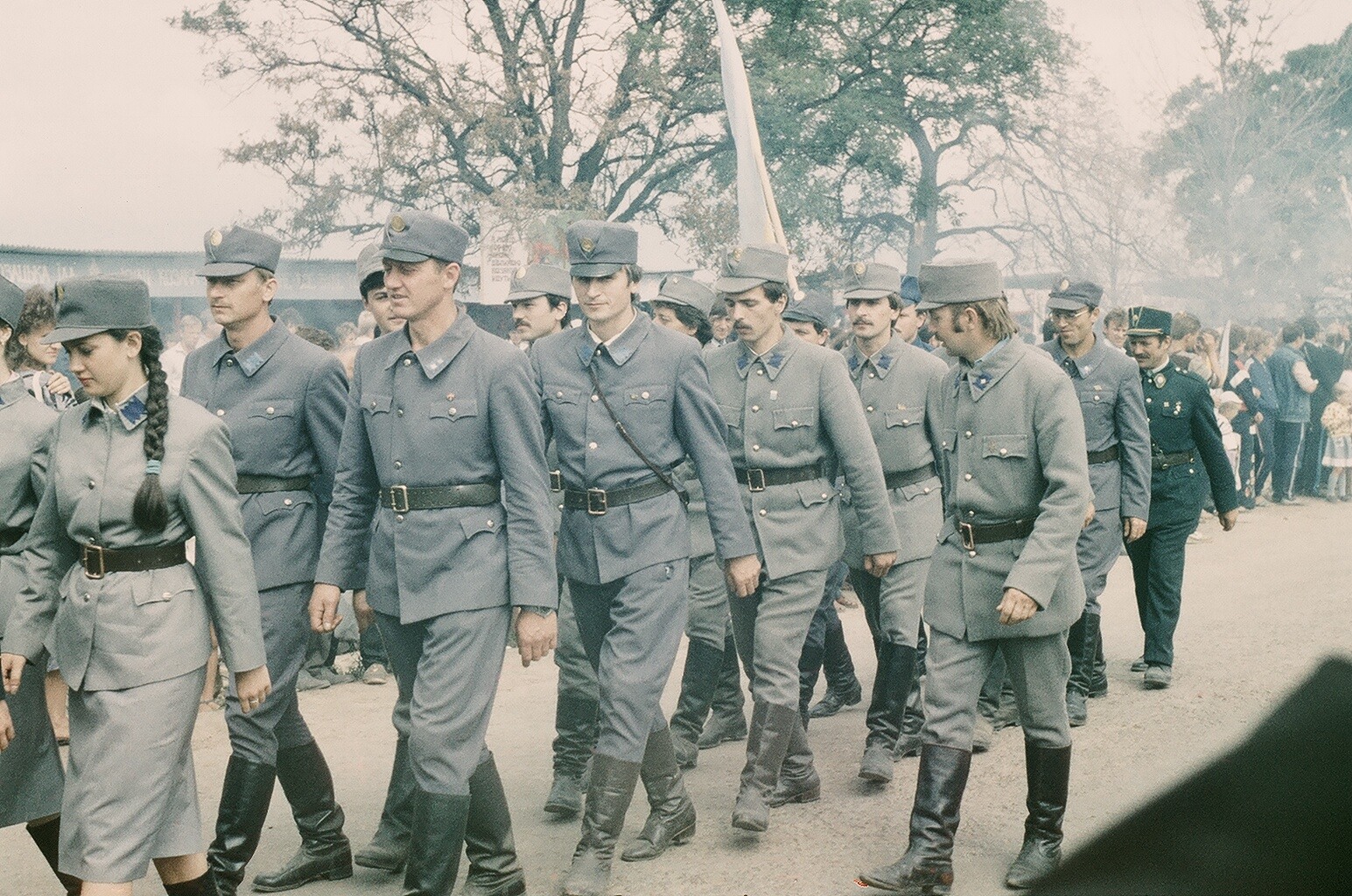
Історична реконструкція легіону Українських січових стрільців періоду 1 св.в.

Історична реконструкція — відтворення матеріальної й духовної культури деякої історичної епохи й регіону з використанням археологічних, образотворчих і письмових джерел. Сам рух бере початок у 50-60-х роках XX століття в країнах Північної Америки та Західної Європи. Поступово він поширювався на Схід. У Польщі в 1977 році відбувся «1-й лицарський турнір на замку в Голюб-Добжинь» та «1-й зліт любителів індіанської культури в Ходзежі». В Україні першою реконструкторською подією вважається проведення воєнізованого шоу «Ристалище» в честь 1500-ї річниці Києва у 1982 році за організації Серафима Собка.

## Мета
Історична реконструкція — це рух, що ставить перед собою наукові цілі, що й використовує метод рольової гри й наукового експерименту для вирішення проблем і більш глибокого вивчення досліджуваного питання. Серед реконструкторів, чия діяльність спрямована на поширення зацікавлення історією серед населення, популярні методи живої історії (living history) та історичної стилізації.

## Різновиди
Реконструкторський рух є різноманітним, в силу умовної новизни явища та широкої поширеності у світі. Тому в кожному товаристві є свої критерії рівня історичної реконструкції. Умовно учасників руху можна поділити на такі категорії: відтворювачі-реконструктори (професіонали), які працюють над історичною реконструкцією, роблять наукові дослідження та є науковцями із спеціалізацією «реконструкція»; відтворювачі-хобісти, найчисельніша група, в якій немає спільної єдності і складається з численних підгруп, між якими часом виникають непорозуміння в зв’язку із розкутішим ставленням до трактувань та опрацювань джерел. Здебільшого, фестивалі історичної стилізації є їхньою цариною; відтворювачі-продовжувачі – незначна кількість осіб, які діляться на дві групи: які стилізують(допускають неточності) свідомо та ті, які пристосовують давні практики в сучасність, здебільшого неоязичники; вибіркові відтворювачі – незначна група, яка основний акцент ставить на спосіб, а не на достовірність (до прикладу стилізатори бою, яким важливе не достовірне обладнання, а техніки бою); та особи на межі стилізації та вигаданих ігор – вони трактують історію дуже довільно і їхньою ціллю не є ні достовірність, ні стилізація, здебільшого це фанати трендів, як от тотальне зацікавлення Польщею періоду XIV століття, в часі виходу гри «Відьмак 3».

## Тлумачення
Термін «історична реконструкція» може вживатися у двох значеннях:
Відновлення зовнішнього вигляду й конструкції об'єкта, теоретичне або практичне, засноване на його збережених фрагментах, залишках, і наявної історичної інформації про нього, за допомогою сучасних методів історичної науки (у тому числі, такого методу, як археологічний експеримент). Аналогічно визначаються історична реконструкція процесів, подій і технологій. Діяльність, спрямована на відновлення різних аспектів історичних подій, об'єктів і т.д.
Історична реконструкція — сучасний вид молодіжного дозвілля, який одержав поширення в колі людей, що захоплюються історією та мистецтвом. Серед можливого дозвілля, в контексті реконструкції, є можливість членства в різноманітних клубах та фестивалі. Тематики фестивалів історичної реконструкції бувають цілком різними. Із найбільш популярних можна виділити фестивалі: античності, раннього, високого та пізнього середньовіччя, нового часу, наполеонівського періоду, першої та другої світових воєн, холодної війни та часом окремо лицарських турнірів. В суспільному контексті тематика середньовіччя є найбільш популярною, оскільки період є відверто романтизованим завдяки численним казки, легенди, романам, фільмам, аніме, серіалам та комп’ютерним іграм. Не менш важливою є різноманітність періоду - оскільки Середні Віки є об'єднюючою назвою для періоду більш як тисячі років, є можливість більшого різноманіття як для дослідження, так і для репрезентації.

## Бої
В історичній реконструкції є багато напрямків, у тому числі й спортивний.Наприклад, існує кілька федерацій історичного фехтування. Регулярно проводяться спортивні турніри. Фестивалі й масові постановки боїв проводяться, в основному, клубами історичного фехтування й реконструкції за підтримки адміністрації областей і міст, де проводиться захід.
Серед видів боїв, представлених на фестивалях, зокрема є: сучасний мечовий бій (Modern Sward Fighting), учасники якого застосовують середньовічні техніки бою, проте із застосуванням виключно сучасного тренувального обладнання. Для цією групи важливою є саме техніка бою; Історичні Європейські бойові мистецтва (Historical European Matrial Art), також відома під назвою ХЕМА (HEMA) займається дослідженням історичних технік бою на основі збережених джерел – фехтбуків. До прикладу міжнародна асоціація яка має свої осередки в країнах Північної Америки та Європи ХЕМА Альянс (HEMA Alliance). Їхньою ціллю є історична достовірність технік бою, що є частиною явища інсценізації в плані того, що це реальний бій, в якому використовують стиль бою та зброю відповідну до періоду; також до боїв відносяться поєдинки любителів, що відбуваються під час фестивалів. Варто зауважити, що любителями є учасники історичних товариств, які беруть участь у фестивалі. Їхні дії спрямовані на розвагу: як глядачів, так і власну, у вигляді змагань між клубами.

## Галерея

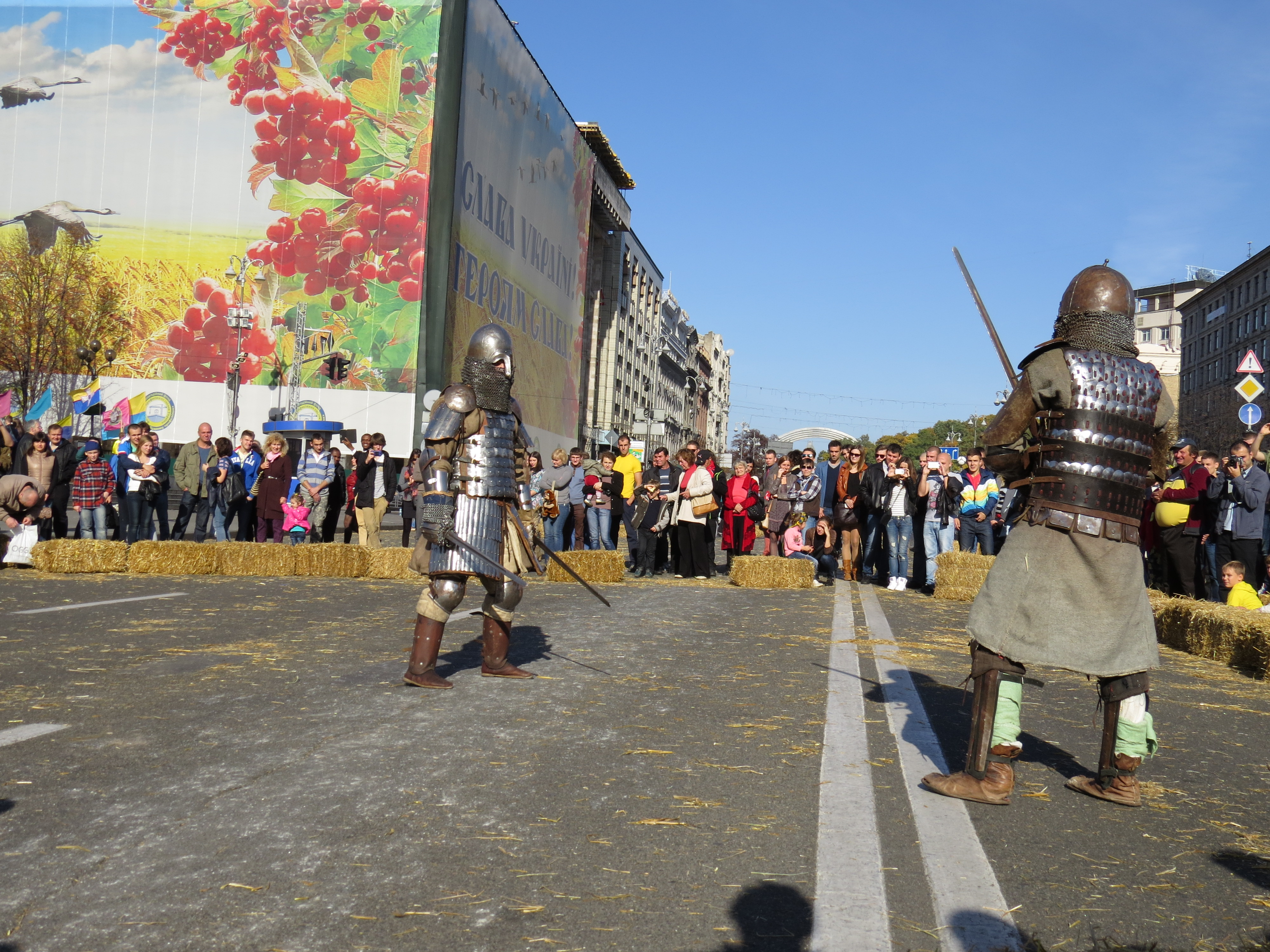
Середньовічний двобій на Майдані
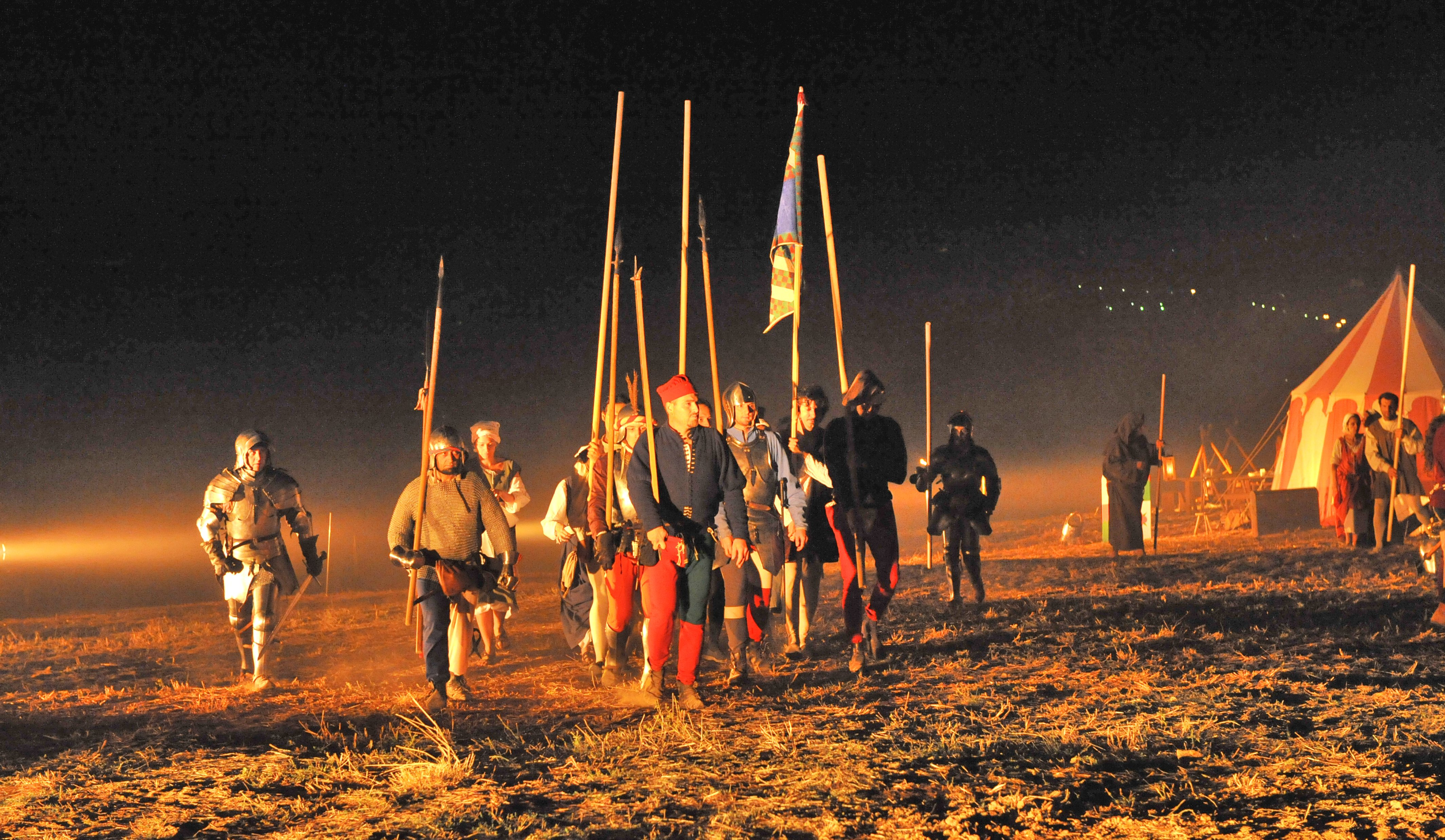
Реконструктори. Градара, Італія, 1446
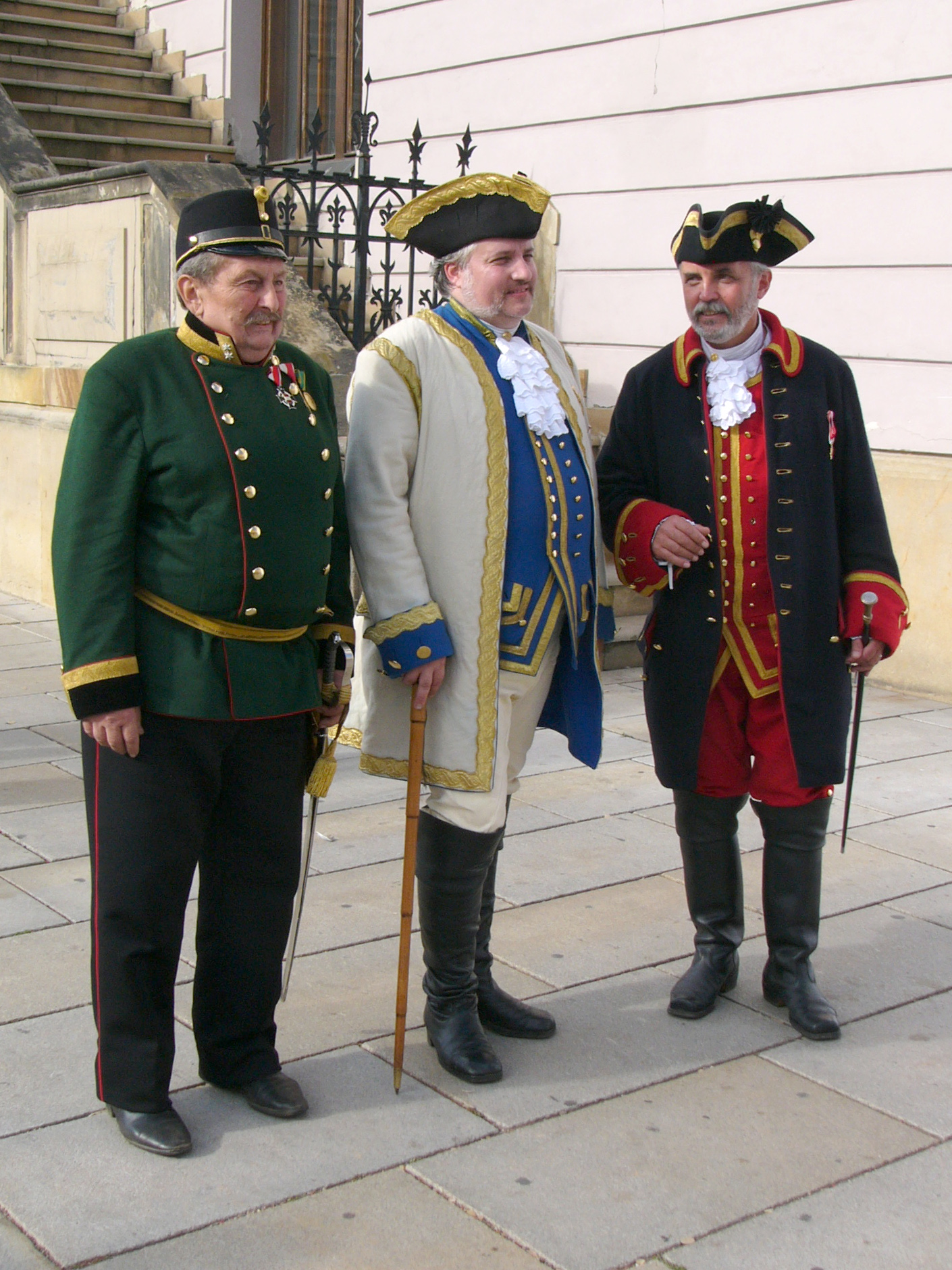
Австрійський військовий одяг 19 ст.
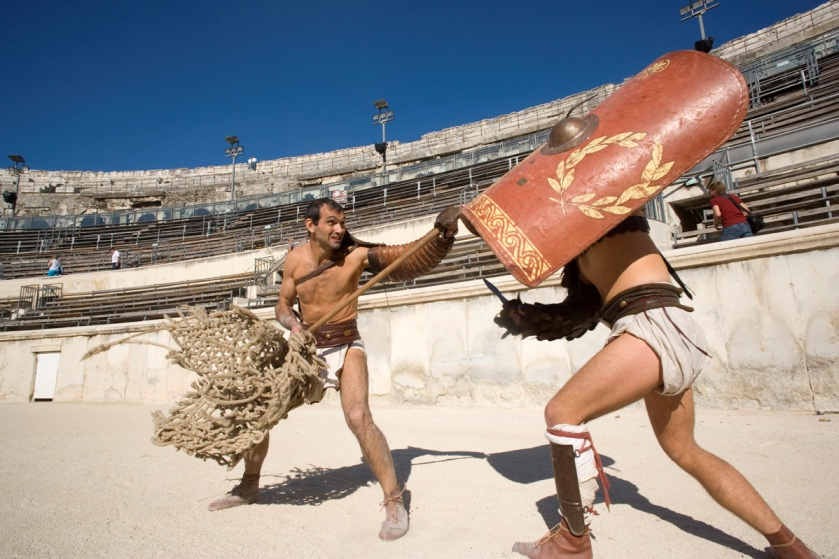
Відтворення гладіаторського бою